# Nafud
El Nafud o Nefud (àrab: النفود, an-Nafūd) és un erg o desert de la zona central i més septentrional de l'Aràbia Saudita. Ocupa una extensió d'uns 100.000 km², i a l'extrem més oriental i en sentit meridional es connecta amb un altre erg, al-Dahna. És un desert àrid i inhòspit on la sorra forma grans dunes per l'acció constant i sovint violenta del vent. Hi plou molt poc, una o dues vegades en un any. A les zones occidentals més properes a les muntanyes del Hijaz hom troba oasis on es cultiven dàtils, hortalisses i fruites. Lawrence d'Aràbia va descriure a la seva extensa narració Els set pilars de la saviesa, com ell, Auda ibn Tayi i centenars d'àrabs més, van creuar el Nafud des del Hijaz i en direcció nord, per despistar l'exèrcit otomà i prendre per sorpresa la ciutat d'Àqaba el 1917.
De fet, el Nafud es diu Nafud al-Kabir, «el Gran Erg», però en ser el més important dels nafuds o ergs, se l'anomena simplement el Nafud, per antonomàsia. No obstant, nafud serveix també per designar altres mars d'arena o ergs, com ara Nafud al-Sirr, Nafud ath-Thuwayrat o Nafud al-Mazhur. El desert de Rub al-Khali és considerat també un nafud.